# ویجایالاکشمی رامانان
ویجایالاکشمی رامانان (زادهٔ ۲۷ فوریه ۱۹۲۴- درگذشت ۱۸ اکتبر ۲۰۲۰) یک پزشک هندی و افسر ارتش بود. او اولین زنی بود که به عنوان افسر نیروی هوایی هند منصوب شد و به عنوان جراح در چندین بیمارستان نظامی در هند خدمت کرد. او در سال ۱۹۷۷ مدال ویشست سوا ارتش را دریافت کرد و در سال ۱۹۷۹ با درجه سرهنگ دوم نیروی‌هوایی (wing commander) بازنشسته شد.

## اوایل زندگی
رامانان در ۲۷ فوریه ۱۹۲۴ در شهر مدرس که امروزه با نام چنای شناخته می‌شود به دنیا آمد. پدرش تی. دی. نارایانا آیر نام داشت و یک کهنه‌سرباز جنگ جهانی اول و یک مقام ارشد بهداشت عمومی در شهر مدرس بود. او به عنوان یک پزشک آموزش دید و مدرک کارشناسی پزشکی و جراحی خود را پس از پیوستن به کالج پزشکی شهر مدرس در سال ۱۹۴۳ به دست آورد. او در دوران دانشجویی برنده مدال یادبود بالفور برای پزشکی و جایزه جراحی از دانشگاه مدرس شده بود. او پس از دریافت مدرک دکترای زنان و زایمان و قبل از پیوستن به ارتش هند به عنوان جراح در مدرس مشغول به کار شد.

## حرفه
رامانان در سال ۱۹۵۵ تحت یک دوره کمیسیون خدمات کوتاه مدت به ارتش پزشکان هند پیوست. او سپس به نیروی هوایی هند اعزام شد و در سال ۱۹۷۱ به عنوان اولین افسر زن آن شاخهٔ نظامی فعالیت خود را آغاز کرد. او علاوه بر کار به عنوان متخصص زنان در بیمارستان‌های نظامی در هند، در طول جنگ‌های سال‌های ۱۹۶۲، ۱۹۶۶ و ۱۹۷۱، مراقبت‌های پزشکی را نیز به سربازان ارائه می‌کرد.
در سال ۱۹۶۸، او متخصص زنان و زایمان در بیمارستان نیروی هوایی در بنگلور، ایالت کرناتکه شد و تلاش‌های خود را برای تشویق به رعایت طرح تنظیم خانواده در بخش خدمات رهبری می‌کرد. رامانان در ۲۰ مارس ۱۹۵۳ ستوان پرواز و در ۲۲ اوت ۱۹۷۲ فرمانده جناح شد. او در بیمارستان‌های نیروهای مسلح در جلالهلی، کانپور، سکندرآباد و بنگلور خدمت کرد. او همچنین در این مدت به تدریس مباحث زنان و زایمان برای افسران پرستاری پرداخت.
رامانان در سال ۱۹۷۹ به عنوان فرمانده جناح بازنشسته شد. او دریافت کننده مدال ویشست سوا بود که به اعضای نیروهای مسلح هند به دلیل «خدمات ممتاز با درجه عالی» اعطا می‌شد و در ۲۶ ژانویه ۱۹۷۷ توسط رئیس‌جمهور وقت هند، نیلم سانجیوا ردی به دلیل خدمات درمانی‌اش به زنان و کودکان وابسته به نیروهای مسلح هند، این نشان به او اعطا شد. رامانان اولین افسر زن بود که در نیروی هوایی هند مأموریت عملیاتی دریافت می‌کرد. او قبل از بازنشستگی به مدت ۲۴ سال در نیروی هوایی هند خدمت کرد.

رامانان در مورد تجربیات خود به عنوان اولین افسر زن در نیروی هوایی هند گفت:
سال‌های زیادی من تنها بانوی افسر نیروی هوایی بودم. در ابتدا از کار با مردان می‌ترسیدم، اما شجاع بودم و با خودم فکر کردم که می‌توانم با هر چیزی روبرو شوم.
از آنجایی که نیروی هوایی هند در زمان پیوستنش لباسی برای زنان نداشت، گفته می‌شود که او ساری و بلوز را با رنگ‌های نیروی هوایی به صورت سفارشی برای خود می‌دوخت که سپس به یک لباس استاندارد برای افسران زن در هند تبدیل شد.

## زندگی شخصی
رامانان همچنین به عنوان یک نوازنده کلاسیک موسیقی کارناتیک آموزش دیده بود و از سن ۱۵ سالگی در رادیو هند به عنوان یک هنرمند با درجه الف، مشغول فعالیت بود که از دهلی، لاکنو، سکوندراآباد و بنگلور کارهای او را می‌شنیدند. از او دو فرزندش با نام‌های سوکانیا و سوکومار به یادگار مانده است. همسرش، کی وی رامانان، نیز افسر نیروی هوایی بود.
او در ۱۸ اکتبر ۲۰۲۰ بر اثر کهولت سن در ۹۶ سالگی در خانه دخترش در بنگلور درگذشت.